# Ècdroms
A l'antiga Grècia, els ècdroms (grec antic: ἔκδρομος, ékdromos; en plural ἔκδρομοι, ékdromoi) eren hoplites lleugers. El nom significa 'els que corren cap enfora', i es refereix a la seva capacitat per sortir de la falange i lluitar amb un ordre irregular en cas que la situació ho demanés.
Els ècdroms acostumaven a anar solament amb l'aspís i un casc de bronze (normalment d'estil corinti), i constituïen una infanteria ràpida que anava armada amb llança (el dori) i una espasa curta (el copis). El terme realment descriu qualsevol hoplita que practiqués la tàctica dels ècdroms, que consistia en la sortida de la línia de batalla.
Quan estaven formats dins la falange actuaven com hoplites normals, però quan la situació ho requeria sortien de les files i atacaven l'enemic en una formació irregular. Les necessitats tàctiques que podien ordenar trencar les files dels ècdroms i atacar podien ser l'assetjament als peltastes enemics, fer d'avantguarda, la captura ràpida de punts claus en el camp de batalla, la recerca d'enemics en retirada. De fet, l'ècdrom va sorgir per intentar acabar amb l'amenaça dels peltastes tracis que cada vegada s'utilitzaven més en els exèrcits grecs.